# Huarte-Araquil
Huarte-Araquil (oficialmente en euskera: Uharte Arakil) es una villa y municipio español de la Comunidad Foral de Navarra, situado en la Merindad de Pamplona, en la comarca de La Barranca, en el valle del Araquil, a los pies de San Miguel de Aralar y a 32 km de la capital de la comunidad, Pamplona. Su población en 2022 era de 791 habitantes.

## Toponimia
El topónimo Huarte proviene de la expresión en lengua vasca ur arte ('entre aguas'). En euskera moderno existe la palabra uharte o ugarte con ese mismo origen etimológico. Su significado más habitual es el de 'isla', pero también puede significar entre aguas, entrambasaguas, lugar situado entre dos ríos confluentes. Existen numerosos lugares en Navarra y el País Vasco que presentan este nombre o una variante similar, estando generalmente ubicados en confluencias de río o en meandros.
La villa de Huarte-Araquil se fundó en una ubicación estratégica, en un estrechamiento de la Barranca y apoyándose en un meandro del río Araquil que servía para ayudar en la defensa de la población. La población se ha extendido actualmente fuera de los límites del meandro del Araquil donde se estableció originalmente.
En 1268 es mencionada como Huart, luego Uart (1350), Uart de Valo d'Araquil (1366), Huarte de Val de Araquil (1610), Ugarte Araquil (1701) y Hugarte Araquil (1708). Históricamente la villa ha llevado pues en su nombre el apelativo de Araquil que es el nombre del valle en el que se asienta el municipio y de cuya jurisdicción se desgajó en el siglo XIV. Es necesario esto ya que existe otra localidad homónima en Navarra: Huarte.
Uharte Arakil es actualmente el nombre oficial de la villa, después de que el 8 de junio de 1992 mediante decreto foral 212/1992 fijara Uharte Arakil como su nombre oficial.

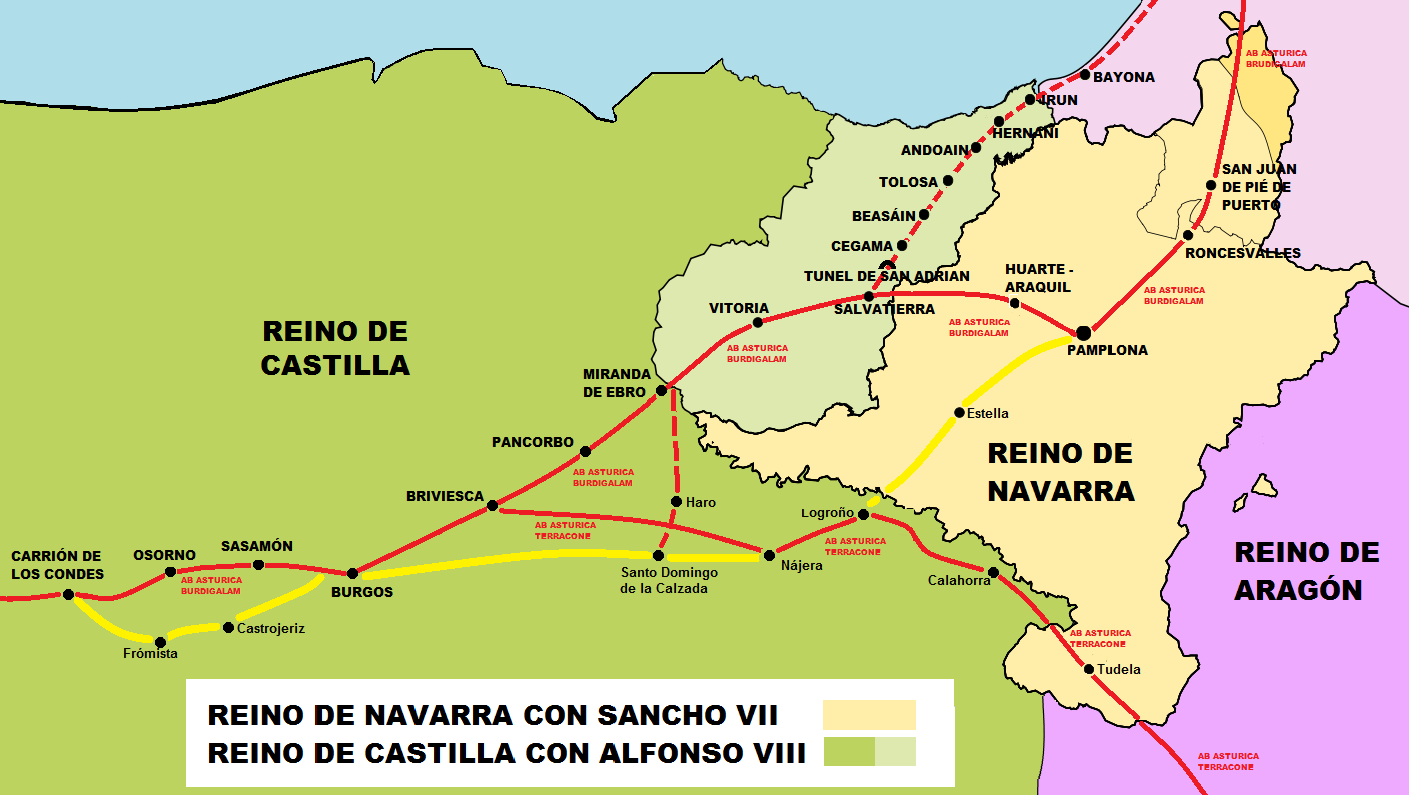
Reinos de Navarra Y Castilla año 1200. Caminos a Santiago-Calzadas romanas

Parece bastante evidente que el moderno topónimo Arakil deriva de la mansio Aracaeli, que es nombrada en el itinerario de Antonino, una relación de localidades que servían de escala en la calzada romana XXXIV o Ab Asturica Burdigalam (Astorga-Burdeos), que está fechado en el año 455. Se sabe actualmente por los estudios arqueológicos en el monasterio de Zamartze.
Las investigaciones arqueológicas en el Monasterio de Zamartze (2010-2015) han ofrecido pruebas concluyentes de la localización de la mansio de Aracaeli, en el iter XXXIV Ab Asturica Burdigalam. Los hallazgos de conchas y un bordón de peregrino en tumbas del Monasterio evidencia el uso de Zamartze como Hospital de peregrinos entre los siglos X y XIV, en lo que fue el camino primigenio a Santiago, origen del Camino Francés hasta que fue desviado más al sur.

## Demografía
Huarte-Araquil cuenta con una población de 791 habitantes (INE 2024).
| Gráfica de evolución demográfica de Huarte-Araquil entre 1842 y 2021 |
| |
| Población de derecho según los censos de población del INE Población de hecho según los censos de población del INEEn estos censos se denominaba Huarte Araquil: 1842, 1857, 1860, 1877, 1887, 1897, 1900, 1910, 1920, 1930, 1940, 1950, 1960, 1970 y 1981 |

## Cultura
En esta localidad se celebra el Día del Pastor, catalogada como Fiesta de interés turístico en Navarra.
En Huarte-Araquil, el idioma mayoritario es el castellano, pero una gran parte de habitantes de este pueblo hablan también euskera.

## Personas destacadas
- Pierres Picart, era vecino de este municipio en 1558 cuando se le encargaron diversos trabajos escultóricos para la parroquia de Anoeta[5]